# St. Nikolaus (Graßlfing)

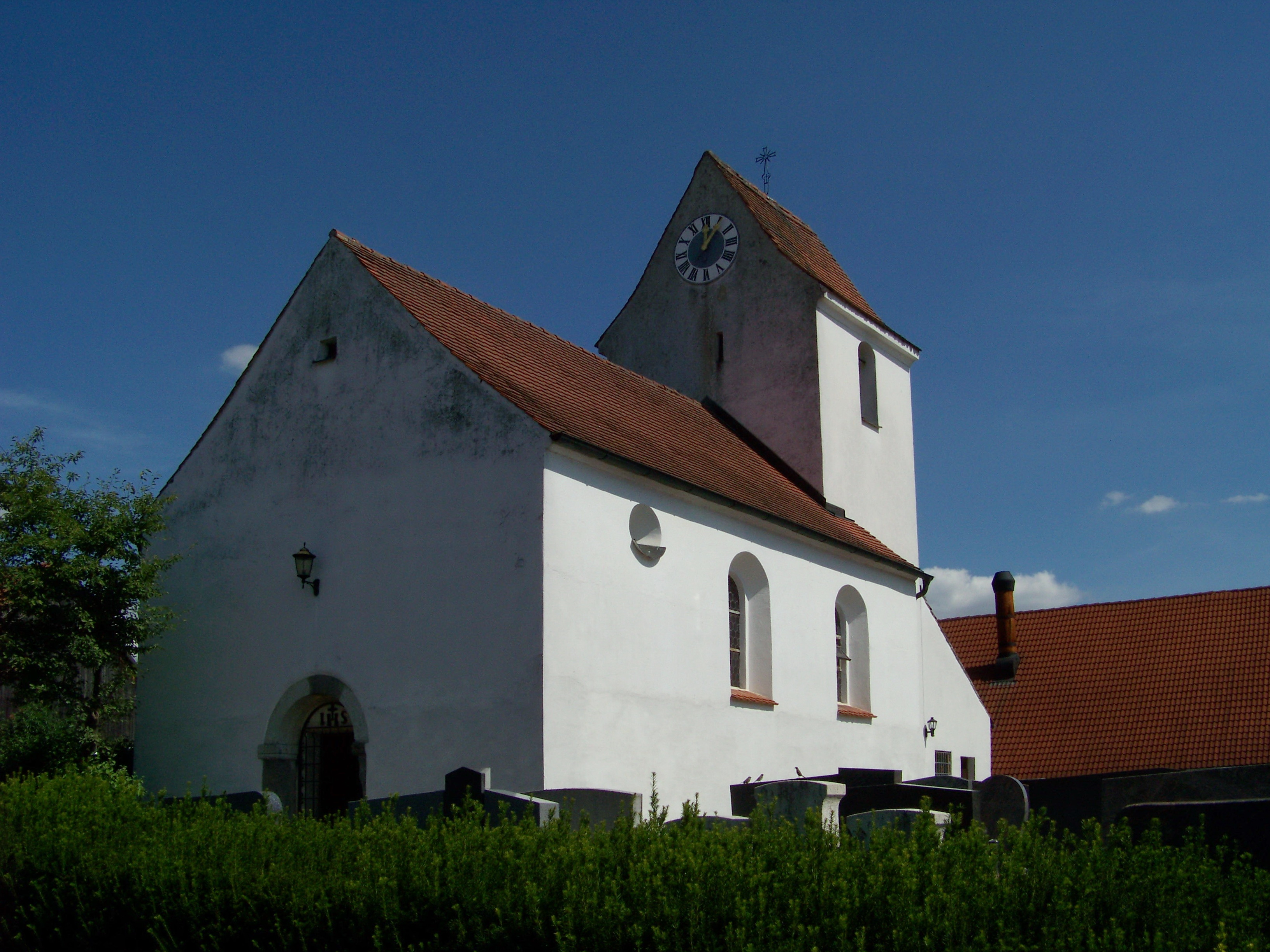
St. Nikolaus (Graßlfing)

Die römisch-katholische Filialkirche  St. Nikolaus steht in Graßlfing, einem Gemeindeteil der Gemeinde Pentling im Landkreis Regensburg der Oberpfalz. Die Kirche gehört zur Pfarrei St. Wolfgang in Matting im Dekanat Alteglofsheim-Schierling des Bistums Regensburg. Das Bauwerk ist unter der Denkmalnummer D-3-75-180-5 als Baudenkmal in die Bayerische Denkmalliste eingetragen.

## Beschreibung
Die romanische Saalkirche wurde um 1200 erbaut und um 1700 verändert. Sie besteht aus einem Langhaus und einem Chorturm im Osten, die beide mit Satteldächern bedeckt sind. Der Dachstuhl des um 1700 aufgestockten Chorturms beherbergt die Turmuhr. In der Fassade im Westen befindet sich ein rundbogiges Portal.
Der Innenraum des Langhauses ist mit einer Flachdecke überspannt. Der Chor, d. h. das Erdgeschoss des Chorturms, ist innen mit einem Stichkappengewölbe bedeckt. Zur Kirchenausstattung gehört ein Hochaltar mit hölzernen Statuen aus der zweiten Hälfte des 15. Jahrhunderts, und zwar die von Maria, flankiert vom Heiligen Wolfgang und vom Heiligen Nikolaus. Die Kreuzwegstationen stammen von 1778.